# 潘栄
潘 栄（はん えい、1419年 - 1496年）は、明代の官僚。字は尊用、号は疏庵。本貫は漳州府龍渓県。

## 生涯
潘乾と陳氏のあいだの子として生まれた。弱冠にして郡の庠生となった。1444年（正統9年）、福建の郷試に及第した。1448年（正統13年）、進士に及第した。軍を労うために広東に赴いた。1450年（景泰元年）、北京に帰還すると、吏科給事中に任じられた。
潘栄は官吏の復職停止や競争の抑制など数事を上疏し、景泰帝に聞き入れられた。1452年（景泰3年）、左給事中に進み、荊府冊封副使をつとめた。1453年（景泰4年）9月、廷臣の言論を委縮させないよう上疏した。1454年（景泰5年）、帰省していたところ、父が死去したため、潘栄はそのまま喪に服し、母に孝事した。1459年（天順3年）、喪が明けて潘栄は官に復帰した。1461年（天順5年）、蜀府冊封副使をつとめた。
1462年（天順6年）、潘栄は琉球への冊封使をつとめた。求めに応じて『中山八景記』を作り、石に刻んだ。1464年（天順8年）、帰国すると、都給事中に転じた。母が死去したため、帰郷して喪に服した。1469年（成化5年）、六科諸給事に任じられた。1470年（成化6年）3月、潘栄は同僚たちとともに便殿に毎日出御して朝政をみるよう成化帝に請願した。このころ成化帝は万貴妃に溺れていたため、聞き入れることができなかった。この年のうちに南京太常寺少卿に転じた。
1473年（成化9年）、潘栄は中憲大夫の位を受けた。1476年（成化12年）、南京戸部右侍郎に任じられた。1478年（成化14年）、右副都御史に転じ、総督南京糧儲をつとめた。数万石を備蓄して凶作に備えた。1479年（成化15年）、通議大夫の位を受けた。1481年（成化17年）、北京に召還されて戸部左侍郎となり、ほどなく戸部尚書の事務を代行した。英国公張懋ら43人の歳禄を増額しようとする計画が持ち上がると、潘栄らがこれに反対し、中止された。宦官の趙陽らが両淮の塩10万引を求め、成化帝はこれを許可していた。潘栄らが趙陽らを弾劾すると、成化帝は趙陽らを譴責した。1483年（成化19年）、潘栄は致仕を願い出たが、慰留された。
1484年（成化20年）、潘栄は黄鎬に代わって南京戸部尚書となった。1487年（成化23年）、弘治帝が即位すると、資善大夫の位を受け、致仕を許された。1496年（弘治9年）10月18日、死去した。享年は78。太子太保の位を追贈された。